# David Walliams

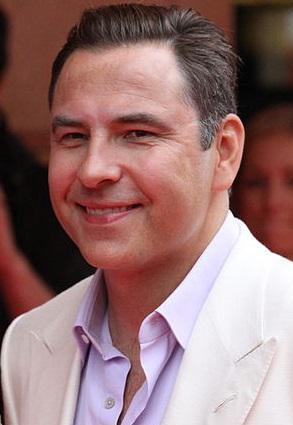
David Walliams (2014)

David Walliams, OBE, geboren als David Edward Williams (* 20. August 1971 in Merton, London), ist ein britischer Komiker, Schauspieler und Autor von Kinderbüchern. Am bekanntesten ist er durch seine Zusammenarbeit mit Matt Lucas für die Sketch-Comedy-Fernsehserie Little Britain sowie als Jury-Mitglied der Talentshow Britain’s Got Talent.

## Leben

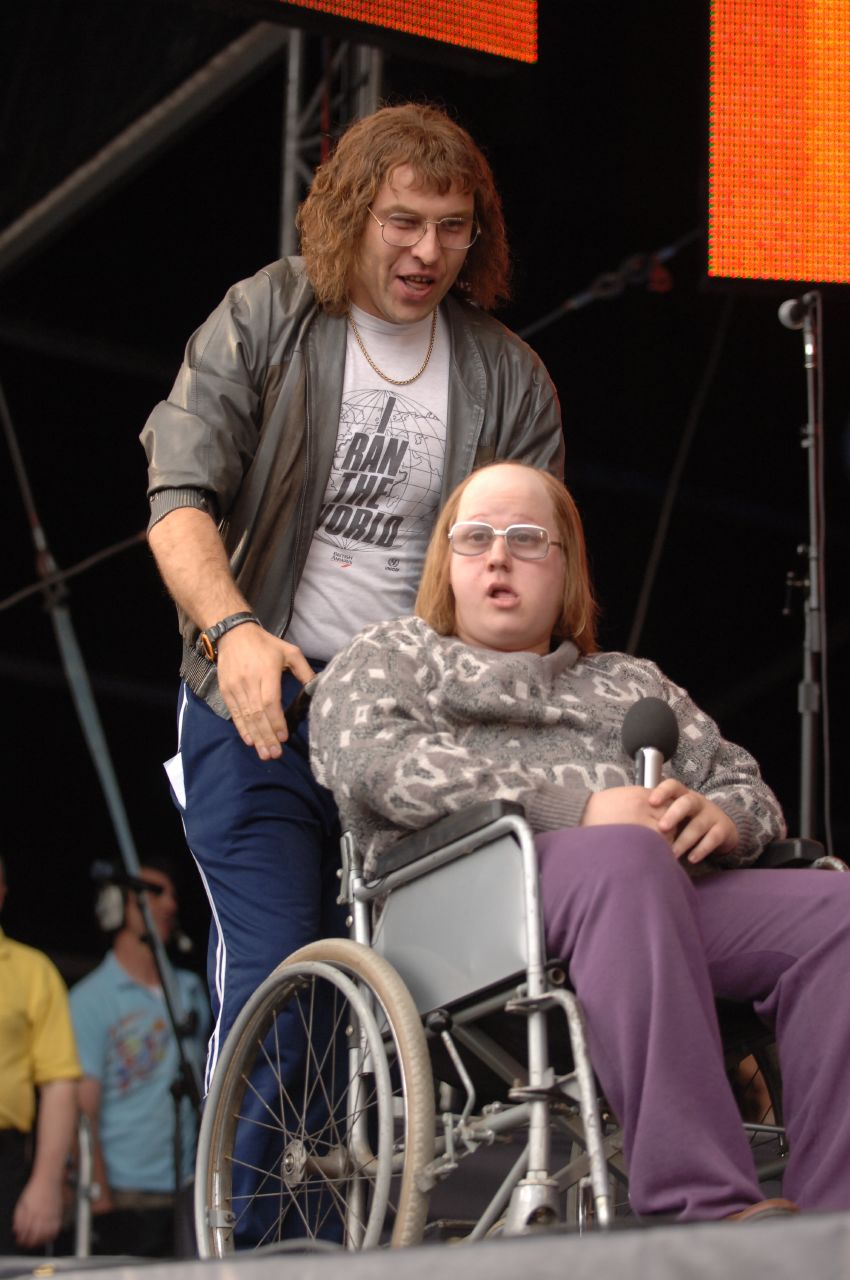
Walliams zusammen mit Matt Lucas als Andy und Lou aus der Serie Little Britain

David Walliams besuchte die Reigate Grammar School und war später Mitglied beim National Youth Theatre, wo er auch seinen zukünftigen Comedypartner Matt Lucas kennenlernte. Studiert hat er, genau wie Lucas, Schauspielkunst in Bristol.
Sein erster Fernsehauftritt war 1993 in der Sendung Games World. Für die Doctor-Who-Parodien The Pitch of Fear, The Web of Caves und The Kidnappers schrieb er Texte und stand auch vor der Kamera. Ab dem Jahr 2000 war er zusammen mit Matt Lucas Autor und Sprecher der Radio-Sendung Little Britain, die danach von 2003 bis 2006 auch als Sketch-Comedy-Fernsehserie umgesetzt wurde. 2006 erschien er in der Fernsehserie EastEnders. Im Film Shaun of the Dead spielte er zusammen mit Matt Lucas mit. 2006 veröffentlichte er eine Dokumentation über James Bond.
Im Juli 2006 durchschwamm Walliams den Ärmelkanal für den Sport Relief und sammelte so über eine halbe Million Pfund für ein Waisenhaus in Äthiopien.
Im November 2007 spielte er in Stephen Poliakoffs Fernsehfilm Capturing Mary. Für seine Darstellung als höflicher und gefährlicher Manipulator wurde er von den Kritikern gelobt. 2007 war Walliams in Der Sternwanderer an der Seite von Claire Danes und Robert De Niro im Kino zu sehen.
Anfang 2008 unterzeichnete er einen Vertrag mit dem amerikanischen Verlag HarperCollins. Kicker im Kleid ist sein erstes Kinderbuch, das veröffentlicht wurde. Es handelt von einem Jungen, der seine Freude am Cross-Dressing entdeckt. Illustriert wurde das Buch mit Schwarzweißzeichnungen von Quentin Blake. Das Buch richtet sich an Kinder zwischen acht und zwölf Jahren.
Das zweite Buch wurde im November 2009 veröffentlicht und trägt den Titel Gestatten, Mr Stink. Auch hier illustrierte Quentin Blake die Geschichte. Diese handelt von einem zwölfjährigen Mädchen, das einem Obdachlosen Asyl bei sich gewährt und ihn vor ihrer Familie versteckt.
Es folgte Billionen Boy. Die Handlung erzählt vom reichsten Zwölfjährigen der Welt, der trotz all des Geldes einfach nicht glücklich wird.
Vom 16. Mai 2010 bis September 2015 war er mit dem Model Lara Stone verheiratet, welches er 2009 kennengelernt hatte. Am 5. Mai 2013 wurde ihr Sohn geboren.
Im Oktober 2011 wurde Walliams’ viertes Buch, Gangsta-Oma, veröffentlicht. Darin geht es um Ben, der jeden Freitag bei seiner Oma verbringen muss. Er findet sie langweilig, weil sie nur Scrabble spielt und Kohl isst. Eines Tages stöbert er in einer seltsamen Keksdose. Dabei findet er heraus, dass seine Oma in ihrer Jugend eine bekannte Juwelendiebin war und es noch immer auf die britischen Kronjuwelen abgesehen hat.
Von 2012 bis 2022 war Walliams Teil der Jury der britischen Castingshow Britain’s Got Talent.
Am 16. Juni 2017 wurde bekannt gegeben, dass er mit einem Order of the British Empire ausgezeichnet wird, und ebenfalls 2017 wurde Walliams im Rahmen der Irish Book Awards „in recognition of his significant contribution to children’s literature in the past decade“ mit dem International Recognition Award ausgezeichnet.

## Veröffentlichungen in deutscher Sprache
- Kicker im Kleid. Mit Bildern von Quentin Blake, aus dem Englischen von Dorothee Haentjes; Aufbau Verlag, Berlin 2010, ISBN 978-3-351-04124-3.[7]
- Gestatten, Mr Stink. Mit Bildern von Quentin Blake, aus dem Englischen von Dorothee Haentjes; Aufbau Verlag, Berlin 2011, ISBN 978-3-351-04143-4.
- Billionen Boy. Mit Bildern von Tony Ross, aus dem Englischen von Dorothee Haentjes; Aufbau Verlag, Berlin 2012, ISBN 978-3-351-04170-0, Neuauflage im Rowohlt Verlag, Reinbek 2018, ISBN 978-3-499-21809-5.
- Gangsta-Oma, Rowohlt Verlag, Reinbek 2016, ISBN 978-3-499-21740-1.
- Terror-Tantchen, Rowohlt Verlag, Reinbek 2016, ISBN 978-3-499-21741-8.
- Ratten-Burger, Rowohlt Verlag, Reinbek 2016, ISBN 978-3-499-21742-5.
- Zombie-Zahnarzt, Rowohlt Verlag, Reinbek 2017, ISBN 978-3-499-21743-2.
- Propeller-Opa, Rowohlt Verlag, Reinbek 2017, ISBN 978-3-499-21785-2.
- Die schlimmsten Kinder der Welt, Rowohlt Verlag, Reinbek 2018, ISBN 978-3-499-21800-2.
- Die Mitternachtsbande, Rowohlt Verlag, Reinbek 2018, ISBN 978-3-499-21821-7.
- Der etwas nervige Elefant, Rowohlt Verlag, Reinbek 2019, ISBN 978-3-499-21845-3.
- Banditen-Papa, Rowohlt Verlag, Hamburg 2019, ISBN 978-3-499-21844-6.
- Das Eismonster, Rowohlt Verlag, Hamburg 2020, ISBN 978-3-499-00245-8.
- Die allerschlimmsten Kinder der Welt, Rowohlt Verlag, Hamburg 2020, ISBN 978-3-499-00061-4.
- Gangsta-Oma schlägt wieder zu!, Rowohlt Verlag, Hamburg 2022, ISBN 978-3-499-01040-8.
- FING, Rowohlt Verlag, Hamburg 2023, ISBN 978-3-499-00568-8.
- Die schlimmsten Eltern der Welt, Rowohlt Verlag, Hamburg 2023, ISBN 978-3-499-01031-6.

## Filmografie (Auswahl)
- 1999: Doctor Who – Parodie (Folge: The Web of Caves, The Kidnappers, The Pitch of Fear)
- 2003: EastEnders (Fernsehserie, 2 Folgen)
- 2003: Casualty (Fernsehserie, 1 Folge)
- 2003–2007: Little Britain
- 2004: Agatha Christie’s Marple (Fernsehserie, 1 Folge)
- 2004: Hustle – Unehrlich währt am längsten (Hustle, Fernsehserie, 1 Folge)
- 2004: Shaun of the Dead (Shaun of the Dead)
- 2006: Little Britain Abroad (Fernsehserie, 2 Folgen)
- 2007: Der Sternwanderer (Stardust)
- 2007: Hotel Babylon
- 2007: Run, Fatboy, Run
- 2008: Die Chroniken von Narnia: Prinz Kaspian von Narnia (The Chronicles of Narnia: Prince Caspian)[8]
- 2008: Little Britain USA
- 2010: Marmaduke
- 2010: Dinner für Spinner (Dinner for Schmucks)
- 2010–2011: Come Fly with Me (Fernsehserie, 6 Folgen)
- 2011: Doctor Who (Folge: Götterspeise / The God Complex)
- 2012–2022: Britain’s Got Talent (Show)
- 2012: Große Erwartungen (Great Expectations)
- 2013: The Look of Love
- 2013: Big School (Fernsehserie)
- 2015: Agatha Christie: Partners in Crime (Partners in Crime, Fernsehserie, 6 Folgen)
- 2019: Mister Link – Ein fellig verrücktes Abenteuer (Missing Link)
- 2019: Murder Mystery
- 2019: The Tiger Who Came to Tea
- 2021: Twist